# Acacia acanthoclada
Espèce
Acacia acanthoclada est une espèce de plantes à fleurs de la famille des Fabacées. C'est un arbuste de petite taille, divariqué, très ramifié, épineux, endémique de l'Australie.

## Description
Il atteint jusqu'à 2 mètres de haut et a des phyllodes qui mesurent de 0,2 à 0,6 cm de long et de 1 à 2 mm de large. Les phyllodes sont droites, étroites, cunéiformes, légèrement échancrées au sommet et disposent d'importantes nervures. Les ramilles sont cconiques, blanchâtres et densément pubescentes et lorsque la branche se développe, elles deviennent glabres et se terminent en pointe rigide. L'écorce est grise, blanche ou parfois verdâtre.
Les capitules floraux, jaune doré, ont des pédoncules de 5 à 15 cm de long, qui apparaissent à l'aisselle des phyllodes. Les fleurs pentamères ont les sépales fusionnés en calice. Les fleurs apparaissent d'août à octobre, remplacées par des gousses tordues de façon irrégulière, glauques, contenant des graines brunes et mesurant de 3 à 6 cm de long et de 3 à 6 mm de large.

## Répartition
Il pousse naturellement en Australie-Occidentale, Australie-Méridionale et au Victoria et est considéré en voie de disparition en Nouvelle-Galles du Sud.
Le type a été recueilli près de Kulkyne, au Victoria par Ferdinand von Mueller.

## Liste des sous-espèces
Selon Catalogue of Life (17 octobre 2019) :
- sous-espèce Acacia acanthoclada subsp. acanthoclada
- sous-espèce Acacia acanthoclada subsp. glaucescens